# 찰비 사막

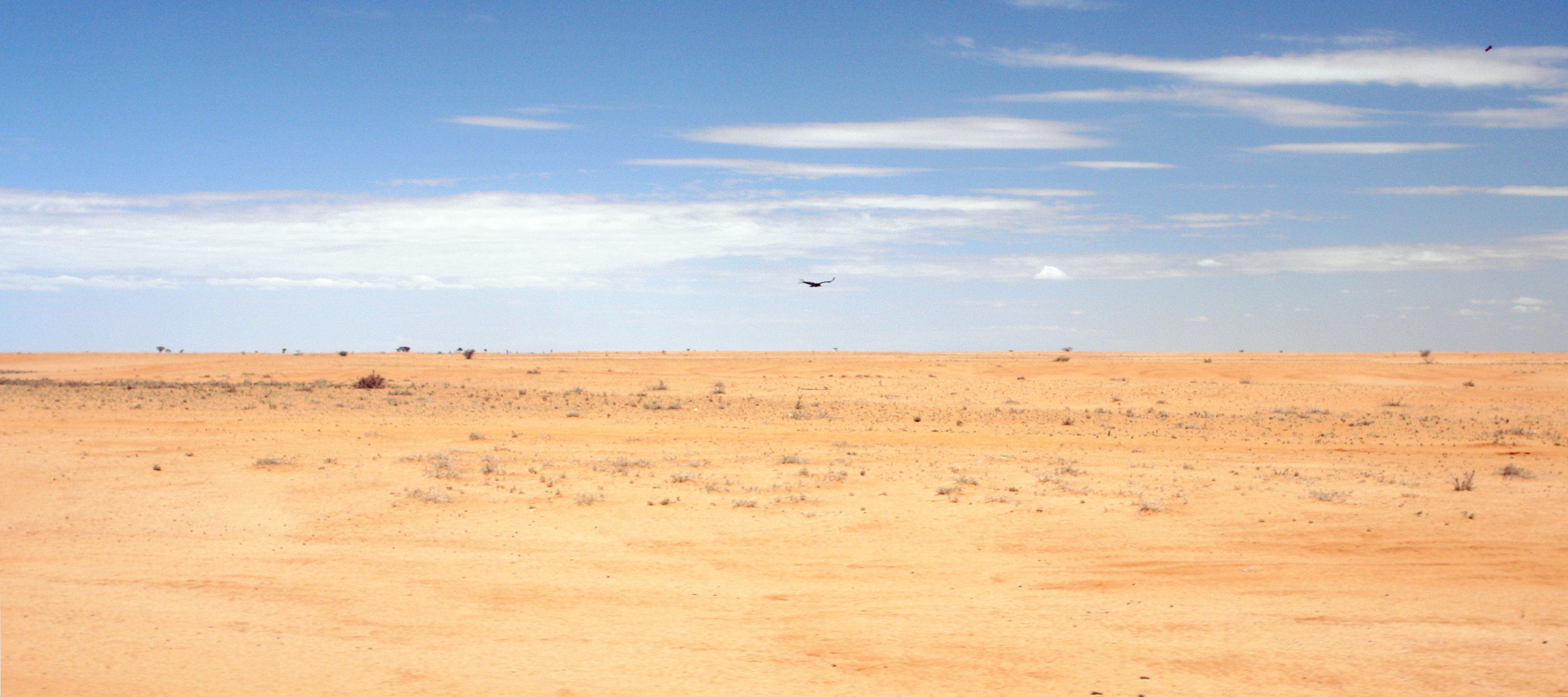
찰비 사막

찰비 사막(영어: Chalbi Desert)은 케냐 북부 에티오피아 국경 부근에 있는 작은 사막이다. 투르카나 호수 동쪽에 위치하고 있다. 노스 호르 (North Horr)가 사막에서 가장 큰 정착지이다. 사막에서 가장 가까운 대도시는 케냐의 마사 비트이다.